# 中国特色社会主义
中国特色社会主义，之前称作有中国特色的社会主义、有中国特色社会主义。它是中国共产党和中华人民共和国在1978年12月18日改革开放后，最早于1982年9月所提倡的一种意识形态，探索實質的共產主義以求生存，包括鼓励政治思想、经济交流、科学文化、社会建设与生态保护等内容，在改革开放取得成功后转变为固定国策。中国共产党认为，中国特色社会主义是在捍卫其一党执政地位和马克思列宁主义、毛泽东思想的指导思想下，引入了西方资本主义的部分市场经济概念，中共中央总书记习近平提出这一概念最本质的特征是中国共产党的所展現的领导与治理能力。中国特色社会主义理论体系与毛泽东思想并列为“马克思主义中国化”的两大成果，前者是从社会主义改造到建国一百年建成社会主义现代化强国整个社会主义初级阶段的指导思想。

## 历史
人民网称中国特色社会主义历史是一部中国共产党改革开放的思想意识形态进化史。1976年毛泽东逝世以及文化大革命结束后，对内階級鬥爭和对外输出“世界革命”已不再是中国的主旋律；取而代之的是经济建设。但由于党内對帶有資本主義色彩的改革反對意見，為了減少阻力，1982年9月1日，鄧小平在中共十二大开幕词中提出「有中国特色的社会主义」。

### “高度文明、高度民主”时期
中共十二大是中国改革开放后召开的第一次全党代表大会，这次大会继承十一届三中全会的基本路线，在指导思想上完成了拨乱反正的艰巨任务，终结了“以阶级斗争为纲”，实现了历史性的转变，标志着中国正式进入了“中国特色社会主义”的新的政治轨道。这次大会上，时任中共中央总书记的胡耀邦提出，在新的历史时期，中共的总任务是：团结全国人民逐步实现工业、农业、国防和科学技术现代化，把中国建设成为高度文明、高度民主的社会主义国家。

### “富强、民主、文明”三位一体时期
在中共十三大上，时任中共中央总书记赵紫阳作了题为《沿着有中国特色的社会主义道路前进》的报告，指出：中共在社会主义初级阶段的基本路线是：团结全国人民，以经济建设为中心，坚持四项基本原则，坚持改革开放，为把中国建设成为富强、民主、文明的社会主义现代化国家而奋斗。“富强”置于“民主、文明”之前，体现了“以经济建设为中心”。之後中共十五大报告把坚持“两个基本点”即坚持四项基本原则和坚持改革开放，分别概括为立国之本、强国之路；中共十七大报告又把坚持“一个中心”概括为兴国之要。因此，以经济建设为中心被解释为兴国之要，四项基本原则被解释为立国之本，改革开放被解释为强国之路。

#### 中国特色政治文明
中国共产党第十六次全国代表大会的报告，把发展社会主义民主政治、建设社会主义政治文明确定为全面建设小康社会的一个重要目标。中共十六大通过的党章也作出了建设社会主义政治文明的规定。这是中国共产党全国代表大会文件第一次明确地对建设社会主义政治文明作出部署，并将它与建设社会主义物质文明、建设社会主义精神文明和中共十七大中提出的建设社会主义生态文明一起确定为社会主义现代化建设的四大基本目标。

#### 中国特色精神文明
精神文明在中國近代發展的語境為改革開放新詞語, 將精神文明及物質文明並列的兩種文明的理論及政策語彙。該詞的正式發表為1986年9月28日中共十二届六中全会在北京举行，通过《中共中央关于社会主义精神文明建设指导方针的决议》指出：「社会主义精神文明建设的根本任务，是适应社会主义现代化建设的需要，培养有理想、有道德、有文化、有纪律的社会主义公民，提高整个中华民族的思想道德素质和科学文化素质。」
改革開放後的素質教育、愛國主義教育、三觀等等理論及政策都為精神文明建设的重要組成。

### “富强、民主、文明、和谐”四位一体时期
按照科学发展观和和谐社会理念，中共十七大在经济、政治、文化建设之后又新增了“社会建设”，强调了保障和改善民生的重要性，使得基本路线变为“四位一体”，即在经济建设、政治建设、文化建设、社会建设中实现“富强、民主、文明、和谐”。

### “富强、民主、文明、和谐、美丽”五位一体时期
2012年中共十八大首次提出“生态文明建设”和“美丽中国”建设，而中共十九大则根据新时代中国特色社会主义思想“五位一体”总体布局，正式指出中共要在经济建设、政治建设、文化建设、社会建设、生态文明建设中建成“富强、民主、文明、和谐、美丽”的社会主义现代化强国。

## 官方阐述

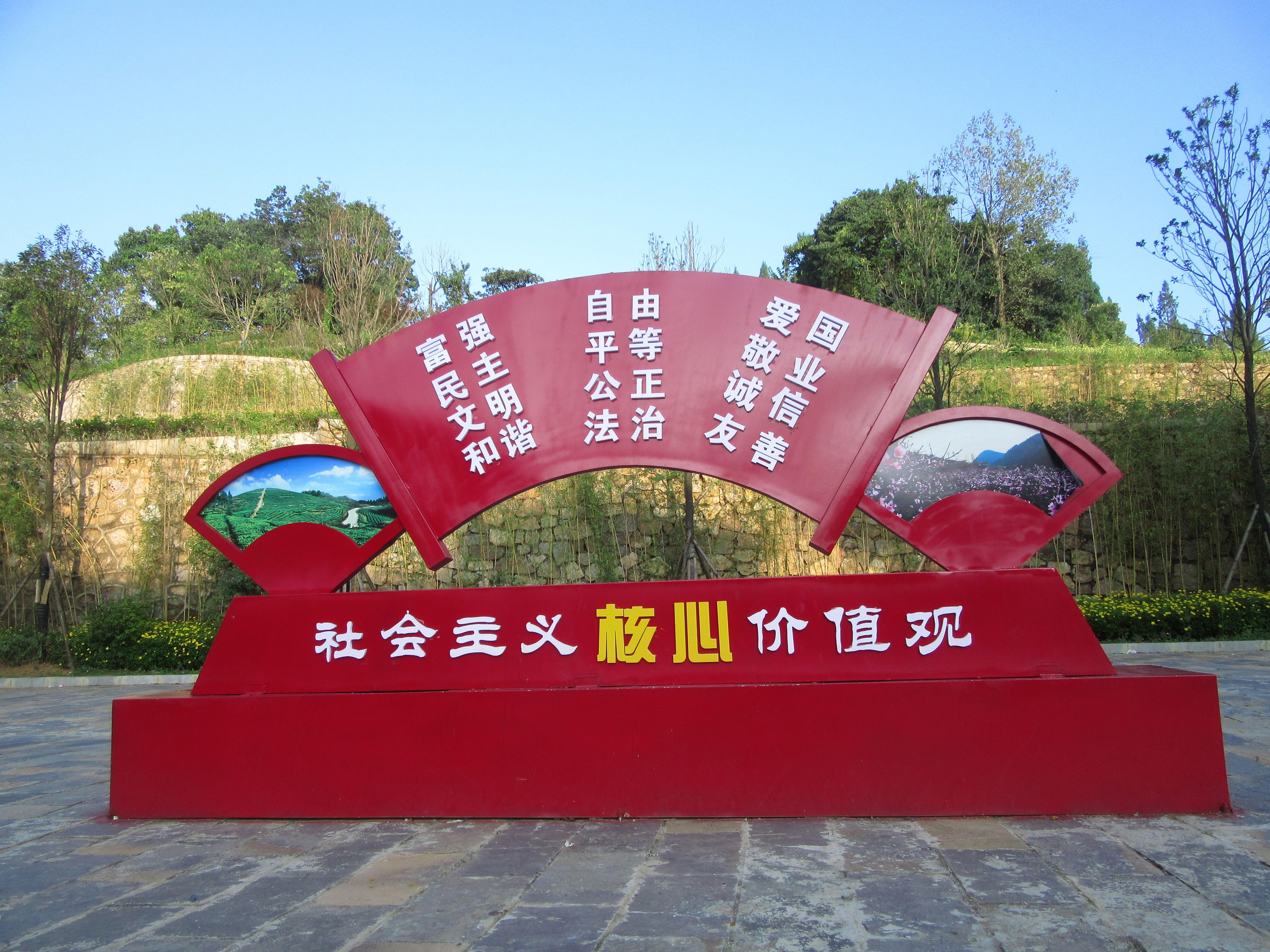
贵州省安顺市普定县的社會主義核心價值觀宣傳公告牌。

根据中国共产党第十八次全国代表大会对中国特色的社会主义内涵的诠释，中国共产党对中国特色社会主义的阐述包括“道路”、“理论”、“制度”、“文化”四个方面：
1. 中国特色社会主义道路，是指在中国共产党领导下，立足基本国情，以经济建设为中心，坚持四项基本原则，坚持改革开放，[13]巩固和完善社会主义制度，建设社会主义市场经济、社会主义民主政治、社会主义先进文化、社会主义和谐社会、社会主义生态文明，建设富强民主文明和谐的社会主义现代化国家；
2. 中国特色社会主义理论体系，是指包括邓小平理论、“三个代表”重要思想、科学发展观以及習近平新時代中國特色社會主義思想等重大战略思想在内的科学理论体系。中国特色社会主义理论体系是不断发展的开放的理论体系；
3. 中国特色社会主义制度，是包括人民代表大会制度这一根本政治制度，中国共产党领导的多党合作和政治协商制度、民族区域自治制度以及基层群众自治制度等构成的基本政治制度，中国特色社会主义法律体系，公有制为主体、多种所有制经济共同发展的基本经济制度，以及建立在根本政治制度、基本政治制度、基本经济制度基础上的经济体制、政治体制、文化体制、社会体制等各项具体制度。
4. 中国特色社会主义文化，源自于中华民族五千多年文明历史所孕育的中华优秀传统文化，熔铸于党领导人民在革命、建设、改革中创造的革命文化和社会主义先进文化，植根于中国特色社会主义伟大实践。中华优秀传统文化、革命文化和社会主义先进文化是了新时代中国特色社会主义文化的基本内容。

自胡锦涛时代以来，中国共产党进一步提出中国特色社会主义共同理想，指在中国共产党领导下走中国特色社会主义道路，实现中华民族伟大复兴，中共中央總書記習近平進一步具體化為兩個一百年。中国特色社会主义共同理想被中国共产党与马克思主义指导思想、以爱国主义为核心的民族精神和以改革创新为核心的时代精神、社会主义荣辱观等同列为社会主义核心价值体系的主要内容。中国特色社会主义共同理想也是社会主义核心价值体系的主题。
至中国共产党第十八次全国代表大会，中国共产党将“富强、民主、文明、和谐，自由、平等、公正、法治，爱国、敬业、诚信、友善”之社会主义核心价值观纳入中国特色社会主义理论体系中。

## 组成
中共在2012年十八大确立了经济建设、政治建设、文化建设、社会建设、生态文明建设五位一体的总布局，提出了建设社会主义市场经济、社会主义民主政治、社会主义先进文化、社会主义和谐社会、社会主义生态文明的发展道路。

### 政治
其核心觀點認為民主有多重不同版本與定義，並非歐美有單一定義權。並認為不是民主法治而是法治民主，法治在前，因為先有民主之後產生法治的國家在世界上連一個範例也沒有，比如許多拉美、非洲国家有投票、多党制、宪政、自由媒体，但依然國力衰弱法律混亂。而日本明治维新，新加坡的李光耀，甚至歐美自己都是先有法治觀念深入社會和經濟適當發展解決溫飽，之後再轉型由君主帝制到民主，反而較上軌道，但同時也認為這個表像有欺騙性，因為资本主义多党制民主已經遇到新時代困境也提不出解決方案，具体来说也就是经济发展“失调”，政治体制“失灵”，社会融合机制“失效” 。这些现象背后的深层次原因和根源在于资本主义制度本身，在于资本主义的基本矛盾。在可見之年有可能逐漸被歷史放棄。

### 经济
一般的社会主義是主張財產公有的，自從改革開放以後，引進了資本主義體制中的財產私有觀念，這樣的改變主要反映在經濟層面上。C.J. Atkins將這項舉措與列寧的新經濟政策比較，一些马列主义者、毛主义者、霍查主义者、托洛茨基主义者认为，中国特色的社会主义本质上就是资本主义，理由是中国社会目前的经济生活的各个方面都符合资本主义的特点，并痛斥改革开放为资本主义复辟。
按照马克思的理论，社会主义制度本身不过是从私有经济朝向理论上的公有经济过渡的阶段，因此社会主义制度更多的是一种社会组织形态，而非经济形态，所以中国共产党理论界认为计划经济和绝对公有制制度并不是社会主义的特点，而仅仅是其理论上的下一阶段即共产主义的特点，而目前必須先實行達成社會主義階段，共产主义階段的遠期理想目前條件還不成熟。
在此基础上，稍早曾經提出社会主义初级阶段的提法，实际上承认私有制和市场经济（稍早被称作“社会主义商品经济”或者“有计划的商品经济”，後被“市场经济”提法取代），邓小平时代终于修正为现在的中国特色社会主义的提法。
中国特色的社会主义现阶段有如下特点：
1. 社会组织形式上是中国共产党对于国家的主导，具体手段是通过民主的人民代表大会和中国人民政治协商会议使各个阶层的要求合法化。
2. 以国家的手段控制国内的要害经济部门和大量的企业，通过“国有资产”的概念以股份或者非股份形式保护国民经济的相当重要的部分。
3. 允许私人资产和私有经济的存在，理论上私有经济主体和国家控制的国有经济主体按照普遍接受的市场经济形式共同存在，特定情况下两种所有制的经济主体可以相互转化。

据中共的理论，尽管中国特色社会主义經濟也是混合經濟模式，中国特色社会主义經濟比西方社會主義市場經濟（即南斯拉夫联邦的、匈牙利的模式）更完善和具有操作性。而中国特色社会主义建基于民主集中制和人民民主专政等基本理念之上，较于西方民主觀念更科学和民主。

### 文化
2006年10月，中共十六届六中全会通过的《中共中央关于构建社会主义和谐社会若干重大问题的决定》，提出中国特色社会主义文化一概念。概念可概括为四个方面，即「马克思主义指导思想、中国特色社会主义共同理想、以爱国主义为核心的民族精神和以改革创新为核心的时代精神、社会主义荣辱观」。
中国大陆各类博物馆、纪念馆、烈士纪念建筑物、革命战争中重要战役、战斗纪念设施、文物保护单位、历史遗迹、风景胜地和重大的建设工程、城乡先进单位，均為中共进行爱国主义教育的主要场所。
愛國主義教育的政策下，許多中央、省、市級的歷史文物地點及博物館成為「愛國主義教育基地」。例如，北京的第一批愛國主義教育场所有：天安門廣場、中國歷史博物館、中國革命博物館、中國人民革命軍事博物館、中國人民抗日戰爭紀念館、故宮博物院、圓明園遺址公園、八達嶺長城和周口店遺址博物館；於西藏的第一批教育场所为山南烈士陵園和江孜抗英遺址。
红色旅游、红色影视、红色歌曲被官方稱為「主旋律作品」，受到官方媒體讚揚推廣。

### 社会
和諧社会，全稱社会主义和谐社会，是中国共产党於2004年提出的一种社会发展战略目标，指的是一种和睦、融洽且各阶层齐心协力的社会状态。2004年9月19日，中共十六届四中全会上正式提出了“要坚持最广泛最充分地调动一切积极因素，不断提高构建社会主义和谐社会的能力”的概念。随后，“和谐社会”在中國便常作为此概念的缩略语。

### 生态环境
绿水青山就是金山银山（又称两山理论、两山论），是现任中共中央总书记习近平任职中共浙江省委书记时，于2005年8月15日在浙江省湖州市安吉县余村考察调研时提出的理论，调研余村9天之后，习近平以笔名“哲欣”在《浙江日报》头版《之江新语》栏目中发表《绿水青山也是金山银山》短评，文中指出:“绿水青山可带来金山银山，但金山银山却买不到绿水青山。绿水青山与金山银山既会产生矛盾，又可辩证统一。”，“两山论”是指导中国大陸生态文明建设的主要理论，也为习近平任职中央后提出的“系统性的生态文明建设理论”立下了基础，为中国大陸迈向生态市场经济提供了理论支持，为中国大陸供给侧结构性改革开拓新空间、提供新思路，为实现城乡两元文明共生、城乡均衡发展的中国特色城镇化模式提供了新的解决方案。

## 评价
对中国特色社会主义的评价主要集中于其性质是否为社会主义的界定上。中国共产党对外界认为其已经抛弃了马克思主义的论断一直予以否认，并强调中国特色社会主义是社会主义的一种形式，而并非是资本主义；而民间学者和海外政党则有不同观点。

### 正面评价
- 中国共产党十八届中央委员会向中国共产党第十九次全国代表大会的报告中指出：“中国特色社会主义是改革开放以来党的全部理论和实践的主题，是党和人民历尽千辛万苦、付出巨大代价取得的根本成就。”[32]
- 复旦大学党委书记焦扬认为：“中国特色社会主义的成功彰显了人类文明发展的多样性，为人类对更好社会制度的探索提供了中国方案，打破了世界对西方发展模式的盲目崇拜和路径依赖，为广大发展中国家摆脱贫困落后局面作出了示范。”[33]
- 人民日报援引南部非洲中国与非洲研究所研究员克莱顿·哈兹韦内、法国巴黎第八大学学者皮埃尔·皮卡尔等人观点，认为“良好的制度推动了中国的发展进步，激发了人民的创造活力，成就了中国的繁荣。”“中国始终按照计划有条不紊地实现发展目标，不仅实现了政局稳定、经济发达，也逐渐担当起全球发展的重任”。[34]
- 北京师范大学马克思主义学院教授刘洪森认为：“中国‘特色’的生命力在于解决人民群众的利益问题，把话语阐述与发展优势统一起来，使人民有充分的‘获得感’。”[35]

### 负面评价
- 海外部分左翼政党，如希腊共产党、日本共产党[36]、德国马列主义党等，以及中国国内的新左派和毛派，质疑或否认中国特色社会主义的社会主义性质或不再承认中华人民共和国是社会主义国家。
- 为人民服务—共产主义联盟[37]、印度共产党（毛主义）[38]等马列毛主义组织认为现在的中国是一个社会帝国主义国家，并认为中国实行社会法西斯主义。
- 海内外部分左翼学者认为中国特色社会主义本质上是威权资本主义[39]。斯洛文尼亚学者齐泽克2015年为《伦敦书评》撰稿称：“中国特色社会主义是资本主义和威权主义的完美结合。”[40]2007年，他接受《南方人物周刊》采访时则称：“今天的中国，一方面保持着共产主义的东西，另一方面经济保持着快速的、爆炸式的发展，而当时没有一个东欧国家有能力做到这一点”[41]。康奈尔大学教授傅青山（Eli Friedman）认为，“资本主义价值生产的逻辑已经深入经济和国家，极大规模地改造了中国的社会结构”，并进一步认为中国如今的意识形态与“马列主义”毫无关联，「二十一世纪的中国是个资本主义社会。」[42]
- 资本主义国家亦有对中国特色社会主义的性质提出指责。2020年白宫发布的《美国对中华人民共和国的战略方针》指出“民族主义、一党专政、经济为国家主导、科技发展为国家服务以及个人权利对中共目标的服从”是中国特色社会主义的主要特征。[43]